# Okrašlovací spolek v Kuklenách
Okrašlovací spolek v Kuklenách byl kulturně-osvětový spolek, jehož hlavní náplní byla péče o veřejnou zeleň, propagace i obnova místních památek a pořádání kulturních akcí. Ustaven byl v roce 1891, ale jeho počátky můžeme klást až do roku 1887.

## Historie
O založení okrašlovacího spolku se v Kuklenách začalo hovořit začátkem 80. let 19. století. 10. ledna 1887 byla ve schůzi obecního zastupitelstva zvolena na návrh MUDr. Marka komise, aby u cest a na veřejných místech byly vysazovány stromy. Toť úplný počátek spolku!
Za rok skutečného vzniku se udává rok 1890, ale prozatímní výbor však vznikl až v lednu 1891 a sestával z pánů: Aloise Nejedlého, MUDr. Hanuše Marka, starosty obce Pilnáčka, ředitele Bauera, Františka Součka, Petráka a učitele Jos. Matušky jako jednatele. Na výzvu k vstoupení do spolku zareagovalo 80 občanů a stanovy, jež měly jako vzor stanovy okrašloací jednoty v Novém Bydžově, byly předloženy k schválení.
8. února 1891 byl na valné hromadě zvolen následující výbor: František Bauer, Adolf Pilnáček, MUDr. Hanuš Marek, Antonín Bayer, Alois Nejedlý, Josef Matuška, Ot. Švippl, Rak, Zdeněk Felfel, Ant. Čejka, Josef Hoza a František Soudek. Ve výborové schůzi 28. února 1891 se stal předsedou MUDr. Hanuš Marek, místopředsedou František Rak, jednatelem Josef Matuška a pokladníkem Alois Nejedlý. Spolek čítal již 90 členů.
V červnu 1893 spolek žádal obecní zastupitele, aby mohl odstranit zapáchající žumpu u dráhy, aby se mu podařilo upravit místo před čp. 89 (Kozí plácek), chodník před čp. 20-23, zarovnat Pardubickou ulici tím, že vyčnívající zahrádky obec nařídí odstranit a kouty opět zahrádkami vyplnit. Stálý je problém s financemi. Členské příspěvky ani výnosy z různých akcí spolku nestačí. Bez obecní pomoci by nemohl svoji činnost nejen rozšiřovat, ale také udržet. Roku 1898 dostal spolek od obce 100 zl.
12. dubna 1902 přišel spolek s návrhem zřídit chodník a rigol před novou školou, upravit chodník od náměstí k Bláhovce, upravit náměstí, upravit stezník z Pardubické ulice směrem k Růžové uličce (vedle Kurzů). Náklad by však vyžadoval 2 000 K, a ježto měl spolek jen 600 K jmění, zažádal, aby byl příspěvek obce 1 400 K dán do rozpočtu na příští rok. 27. června téhož roku Alois Nejedlý oznámil, že spolek upravil náměstí, zřídil chodníky a rigoly.
Koncem října 1903 znovu žádá o subvenci nejméně 1 500 K a následujícího měsíce mu je skutečně odsouhlasena. O 4 roky později odebírá časopis Krása našeho domova, do něhož v roce 1910 odeslal k otištění 6 fotografií, dokumentujících péči o místní architekturu.
7. dubna 1908 spolek žádal obecní úřad, aby okresní výbor vydláždil kostkami přechod z chodníku u čp. 1 přes okresní silnici na chodník ke školní budově a aby zřídil veřejný záchodek na náměstí. Obecní úřad zažádal, ale okresní výbor žádosti nevyhověl. Ještě téhož měsíce byl před školou zřízen malý parčík.
22. dubna 1914 byl osázen svah vedle erární silnice od náhona k cukrovaru a obec počala s navážením chodníku tamtéž. Následujícího roku bylo zažádáno o zřízení pískovcových obrubníků k chodníkům a vůbec o rychlou úpravu všech chodníků. Činnost spolku se však zmenšovala kvůli probíhající 1. světové válce. Poté zmínky o spolku pozvolně mizely, takže nevíme přesně dobu jeho zániku. Vzniku Československa se patrně nedočkal.